# Mendota (Califórnia)
Mendota é uma cidade localizada no estado americano da Califórnia, no Condado de Fresno. Foi incorporada em 17 de junho de 1942.

## Geografia
De acordo com o United States Census Bureau, a cidade tem uma área de 8,5 km², onde todos os 8,5 km² estão cobertos por terra.

## Demografia
Segundo o censo nacional de 2010, a sua população é de 11 014 habitantes e sua densidade populacional é de 1 296,50 hab/km². Possui 2 556 residências, que resulta em uma densidade de 300,88 residências/km².